# سينثيا ويتكومب
سينثيا ويتكومب (بالإنجليزية: Cynthia Whitcomb)‏ هي كاتبة سيناريو أمريكية، ولدت في 1951.

## وصلات خارجية
- سينثيا ويتكومب على موقع IMDb (الإنجليزية)
- سينثيا ويتكومب على موقع ألو سيني (الفرنسية)
- سينثيا ويتكومب على موقع أول موفي (الإنجليزية)
- سينثيا ويتكومب على موقع قاعدة بيانات الأفلام السويدية (السويدية)
- سينثيا ويتكومب على موقع قاعدة بيانات الفيلم (الإنجليزية)
- سينثيا ويتكومب على موقع كينوبويسك (الروسية)